# РУМО (предприятие)
ПАО «РУМО» (РУсские МОторы) — российское предприятие двигателестроения, производитель судовых двигателей внутреннего сгорания, газомотокомпрессоров, насосов, котлоагрегатов и холодильного оборудования.

## История
- 1874 — основание предприятия в Риге как АО «Фельзер и К°».
- 1903—1905 — приобретение лицензии у фирмы MAN, выпуск первого дизеля.
- 1914 — 40 % выпуска продукции составлял дизельный сектор. Дизелями с маркой «Фельзер» оснащались промышленные предприятия, электростанции, суда речного и морского флота.

### Эвакуация в Нижний Новгород

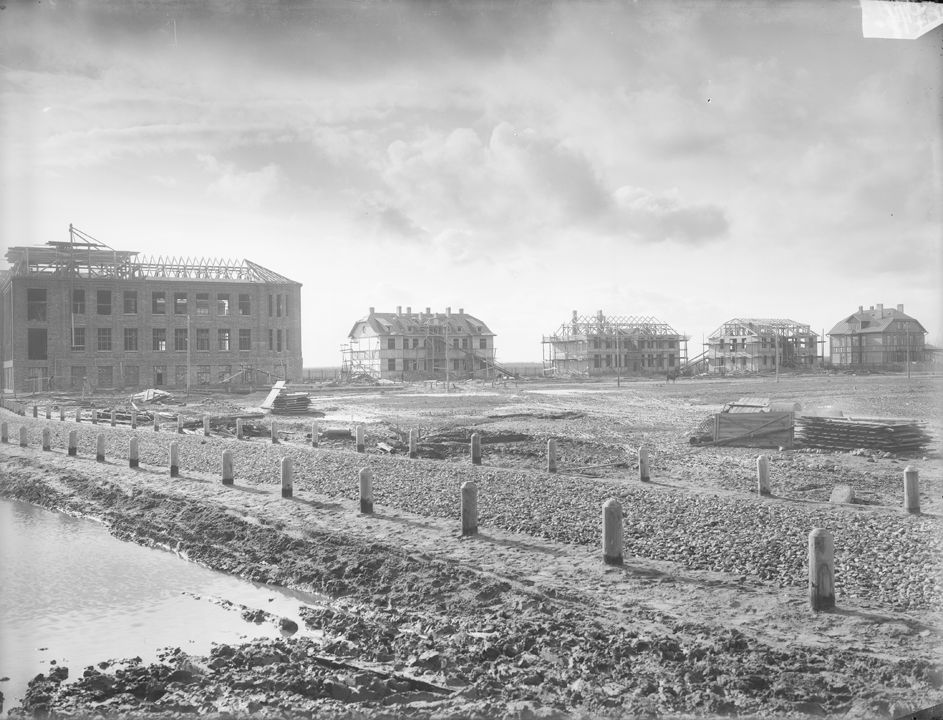
Общий вид стройки главной конторы и рабочего посёлка

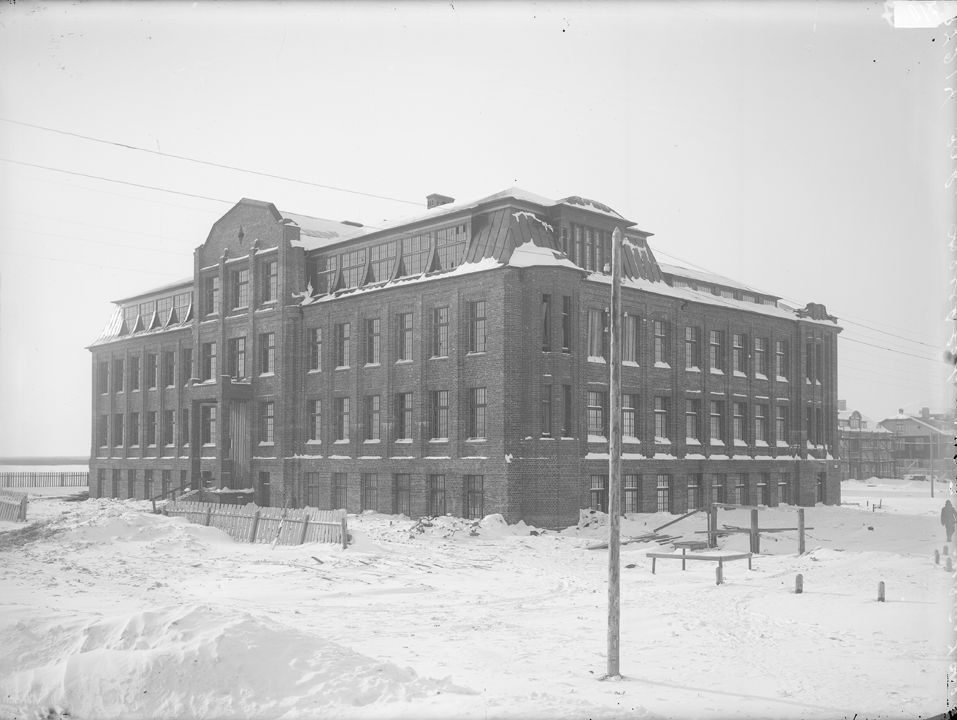
Здание главной конторы (сейчас — главная проходная и музей)

1915 — Первая мировая война — эвакуация завода в крупный промышленный центр России — Нижний Новгород. Высочайший приказ об эвакуации завода «Фельзер и Ко» в Нижний Новгород в числе других 500 промышленных предприятий вышел в июне 1915 года, так как военные действия Первой мировой войны приближались к Риге. В августе семь эшелонов с оборудованием и 50 вагонов с персоналом, всего около 700 человек, всего 160 вагонов, были отправлены из Риги по железной дороге.
17 октября 1915 года состоялась официальная закладка завода в Нижнем Новгороде, на что правительством было выделено 663 тысячи рублей безвозвратного пособия и 2847 тысяч рублей ссуды на 15 лет. Заказы военного ведомства достигли 1,8 млн рублей, что втрое превышало довоенные показатели.
В феврале 1916 года завод выпустил первую оборонную продукцию, запустив производство за рекордный срок.
Тем не менее после революции 1917 года производство было остановлено. Положение усугубил отъезд более 300 квалифицированных работников в Ригу после заключения мирного договора с Латвией в 1920 году.

### Советские дизели
4 ноября 1922 — переименование завода в «Двигатель революции».
- В 1925 году завод выпустил первый советский дизель мощностью 400 л. с.
- 1926 — выпуск первого отечественного стационарного бескомпрессорного дизеля БК-38, превосходящего по простоте в эксплуатации, надёжности, весу и минимальному расходу цветных металлов лучшие зарубежные аналоги. Его главным конструктором был рижанин Отто Николаевич Штеблер. На заводе трудились и другие выходцы из Риги: династия рабочих Финарти, Я. Я. Лоруп, Г. Ф. Аутруп, Г. Ф. Гейнсон, Я. М. Тауринь, Р. П. Зарин, Р. А. Штромберг, К. К. Лац, Ф. Ф. Аншон, Я. Я. Рублис, М. М. Грубе, Я. Я. Виндедз, К. И. Клуцис, С. М. Банковский) и многие другие[3].

Дизельный мотор БК-38 выпускался в одно-, двух-, трёх-, и четырёхцилиндровом исполнении, развивая при 300 оборотах в минуту мощность от 35 до 140 лошадиных сил. Такие дизели устанавливались в 1941 году на подземных электростанциях башенных батарей Моонзундских островов.
- 1935 — освоение судового реверсивного дизеля; такие устанавливались на советские подводные лодки серий «Щ» и «С», выпускавшиеся на горьковском заводе «Красное Сормово»[3].
- 1938 — выполнение первого экспортного заказа на двигатели для турецкой электростанции.
- 1939—1940 — создание газогенераторного двигателя и газовых двигателей, работающих на природном газе.
- 1941—1945 — выпуск оборонной продукции.
- 1942 — награждение завода орденом Трудового Красного Знамени.
- 1946—1963 — освоение производства газомотокомпрессоров, создание нового ряда дизелей и газовых двигателей.
- 1964 — награждение завода Дипломом первой степени Комитета ВДНХ.
- 1974 — присвоение стационарному дизелю Г66 (6ЧН 36/45) государственного «Знака качества».
- 1979 — присвоение газомотокомпрессору 10ГКНА государственного «Знака качества».

### Приватизация

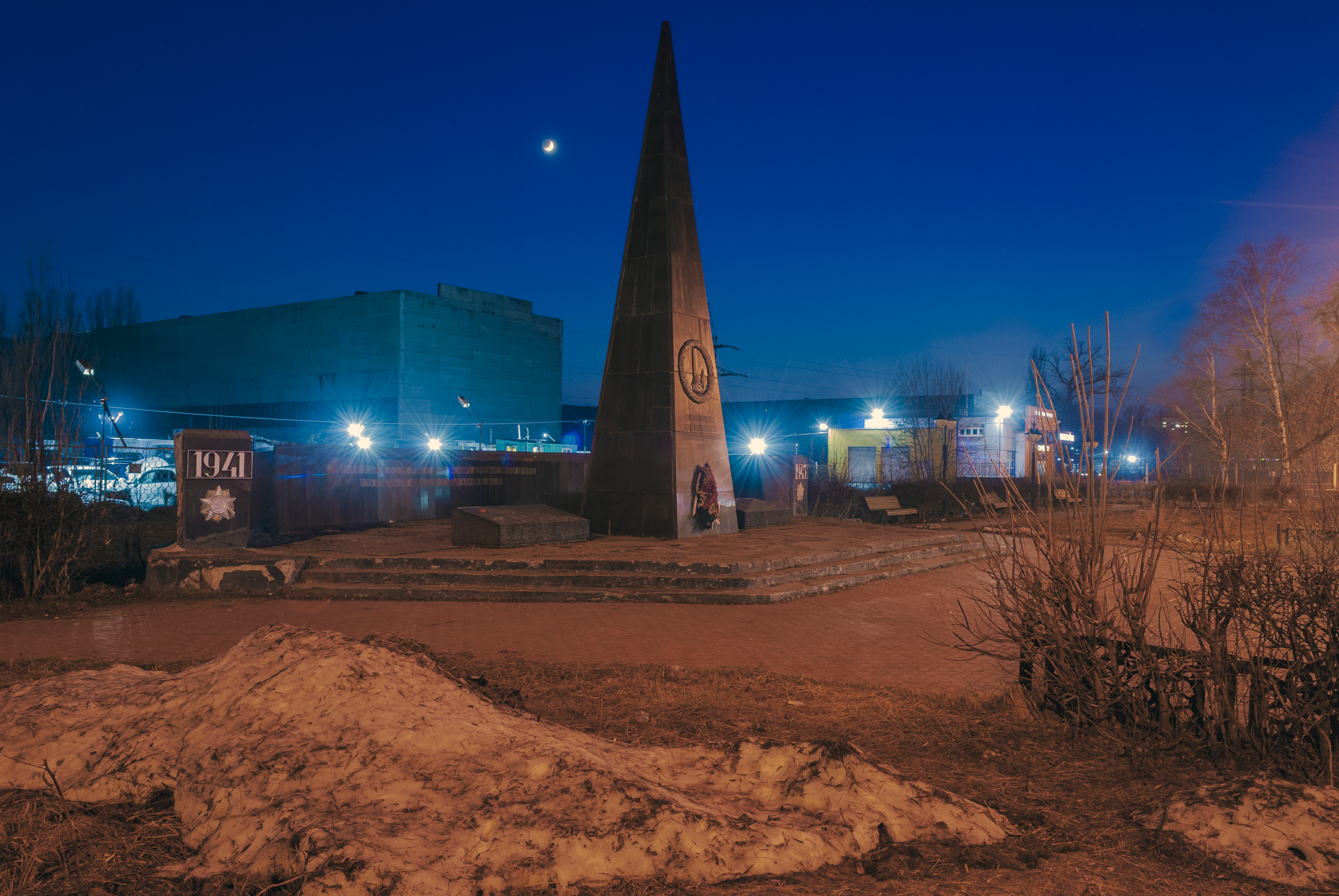
Мемориал Великой Отечественной войны

- Музей и проходная заводаМемориал Великой Отечественной войны1993 — преобразование в ОАО «РУМО» в рамках государственной программы приватизации, это ОАО правопреемник государственного дизельного завода «Двигатель Революции» в отношении всех прав и обязанностей преобразованного предприятия.

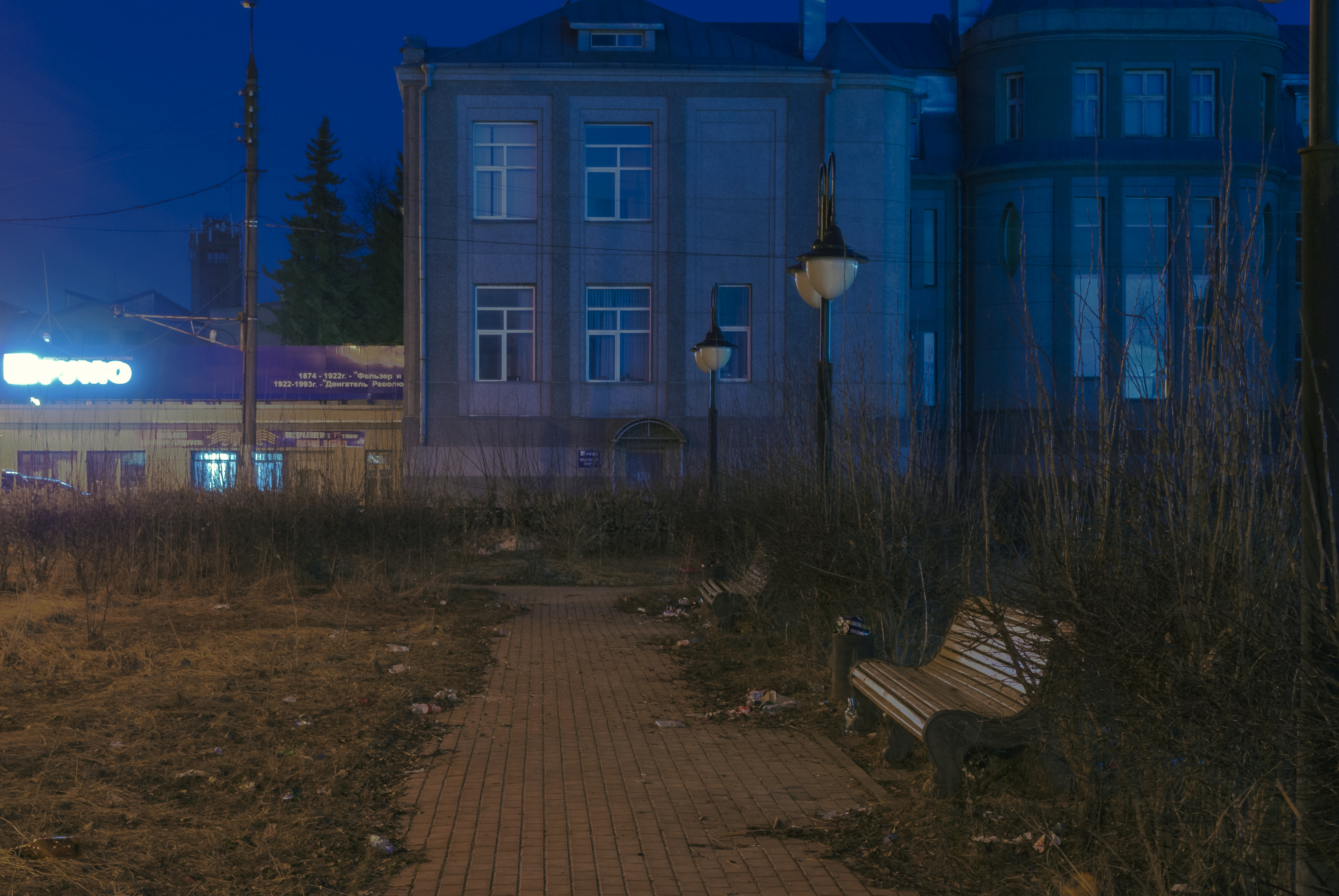
Музей и проходная завода

- 1998 — разработка ряда дизелей нового поколения размерностью ЧН22/28, предназначенных как для использования в качестве промышленных дизелей для привода различных механизмов, так и в качестве главного судового дизеля и для привода генератора на судах речного и морского флота, а также кораблях ВМФ.
- 1998 — начата разработка новых перспективных приводных газовых поршневых компрессоров типа ПК-12, ПК-32; начало производства водогрейных котлов
- 2001 — котлы серии УТМ, получили «Знак качества» Госстроя России и внесены в список «100 лучших товаров России»
- 2004 — начало серийной поставки судовых дизель-редукторных агрегатов с дизелями ряда ЧН22/28 — новых типов двигателей, отвечающих современным требованиям.
- 2005 — начало серийной поставки автономных автоматизированных газовых котельных в контейнерном исполнении на базе котлов серии УТМ
- 2006 — начало серийной поставки дизель-электрических агрегатов с дизелями ЧН22/28
- 2007 — поставка первых дизель-электрических агрегатов, работающих на биотопливе, в Италию
- 2007 — начало серийной поставки газопоршневых электроагрегатов 8ДГ22Г1
- 2007 — поставка первого газоперекачивающего агрегата 4РМП
- 2007 — золотая и серебряная медали 35-го Международного конкурса инноваций и инвестиций в Женеве за котлы ОАО «РУМО»
- 2008 — пуск в эксплуатацию первых электростанций с дизельными и газовыми электроагрегатами с двигателями ряда ЧН22/28
- 2008 — первая конференция представителей ОАО «РУМО»
- 2009 — создание короткоходных оппозитных поршневых компрессоров полной заводской готовности для нужд нефтяной и газовой промышленности
- 2009 — поставка партии газомотокомпрессоров МКС12 для нужд газовой промышленности Республики Азербайджан
- 2009 — участие в Международном военно-морском салоне МВМС−2009[6].
- 2014 — Приостановка производственной деятельности[7]
- 2016 — многие цеха завода разрушены. Завод погряз в долгах[8]. Начинается процедура банкротства
- 2018 — начало возрождения предприятия под другим юридическим лицом
- 2020 — новое предприятие получает заказы и работает на площадке старого. Процедура банкротства старого юрлица не завершена[9].

## Продукция
ПАО «РУМО» является одним из десяти российских предприятий, производящих судовые двигатели.
Предприятием разработаны дизели нового поколения ЧН22/28, предназначенные как для использования в качестве промышленных дизелей для привода различных механизмов, так и в качестве главного судового дизеля и для привода генератора на судах речного и морского флота, а также кораблях ВМФ.
Также ПАО «РУМО» в настоящее время — единственный двигателестроительный завод, осваивающий производство лицензионного двигателя 6 и 8 ЧН 32/40 фирмы MAN.
Освоив в 2004 году выпуск дизелей ЧН 22/28, завод начал изготовление многотопливных энергоблоков на их базе. Топливом для этих агрегатов являются различные газы — низкокалорийный, шахтный, попутный, биогаз.
Завод также выпускает:
- поршневые ДВС типов РУМО-501 (дизель) и РУМО-502 (газ);
- насосы высокого давления НБ-125, используемые при бурении нефтяных и газовых скважин, для перекачивания нефти и других высоковязких жидкостей, для перекачивания высокоабразивных жидкостей, например, бетона;
- газомотокомпрессоры типа МКС12, разработки АО «РУМО», предназначены для сжатия природных и попутных газов;
- поршневые компрессоры 6ПК32 и полнокомплектные газоперекачивающие агрегаты на его базе;
- автономные автоматизированные газовые котельные в контейнерном исполнении;
- дизель-электрические агрегаты.